# هوانگ یون-ساک
هوانگ یون-سوک (انگلیسی: Hwang Eun-suk؛ متولد ۱۴ آوریل ۱۹۷۳) یک تکواندوکار اهل کره جنوبی است.
وی در مسابقات قهرمانی تکواندو جهان ۱۹۹۷ در هنگ کنگ، با شکست دادن الیزابت دلگادو در نیمه نهایی، و رکسان فورت در بازی نهایی، در کلاس خروس‌وزن (سبک‌وزن) برنده مدال طلا شد.